# Tordoia
Tordoia község Spanyolországban, A Coruña tartományban. Tordoia Trazo, Val do Dubra, Santa Comba, Coristanco, Carballo, Cerceda, Ordes és Oroso községekkel határos. Lakosainak száma 3181 fő (2024).

## Népesség
A település népessége az utóbbi években az alábbiak szerint változott:
| Lakosok száma | 5029 | 4713 | 4548 | 4339 | 4168 | 3706 | 3522 | 3299 | 3228 | 3181 |
|               | 2001 | 2004 | 2006 | 2009 | 2011 | 2014 | 2016 | 2019 | 2021 | 2024 |